# Leucemia linfoblastica delle cellule Natural killer
La leucemia linfoblastica delle cellule natural killer è un'entità nosologica non chiaramente definita, classificata come sottotipo della leucemia linfoblastica acuta.

## Epidemiologia
La LLA-NK è una neoplasia estremamente rara, tuttavia la sua esatta incidenza non è definita.

## Storia
La LLA-NK è una neoplasia, data l'estrema rarità, descritta solo recentemente. È entrata a far parte della classificazione WHO delle leucemie linfoblastiche acute solo nel 2008.

## Patologia
Sono considerate leucemie linfoidi a precursori NK tutte le leucemie o i linfomi non-Hodgkin che esprimono gli antigeni CD56 lungo i marker dei linfociti T immaturi e/o gli antigeni CD7, CD2 e a volte cCD3 dei marcatori delle cellule B e dei marker mieloidi.
Tuttavia vi è una grande confusione per via degli antigeni espressi nel decorso di questa malattia, poiché questa condizione potrebbe in parte coincidere con la leucemia mieloide acuta a bassa maturazione.

## Terapia
Data la rarità della patologia non sono stati adottati trattamenti ad-hoc, pertanto sono adottati i tipici trattamenti per la leucemia linfoblastica acuta e per la leucemia indifferenziata acuta.

### Prognosi
La LLA-NK come il resto delle leucemie linfoblastiche acute ha una prognosi infausta, con sopravvivenza media sotto i 6 mesi.